# Église Saint-Michel de Nanclars
L'église Saint-Michel est une église catholique située à Nanclars, en France.

## Localisation
L'église est située dans le département français de la Charente, sur la commune de Nanclars.

## Historique
L'édifice est classé au titre des monuments historiques en 1920.